# 식수대
식수대(植樹帶, 영어: planting strip, planting belt)는 도로의 녹화를 목적으로 중앙분리대나 보도, 차도의 경계부 등에 고목, 중저목, 화초 등을 심기 위해 두어진 띠 모양의 부분을 말한다. 길거리나 광장과 도로 주변에 가로수나 식물을 심기 위해 마련한 터를 의미한다.
다른 의미로는 물을 마실 수 있도록 해 놓은 설비나 장소를 말하는 식수대(食水臺)가 있다. 기본적으로 식수대는 물을 마실때 쓰는 용어이나 현대에는 도로의 녹화를 목적으로 사용하는 의미가 많다. 공원 곳곳에는 식수대(약수터)가 마련되어 있어서, 공원을 이용하는 시민들의 편의를 돕는 것을 말하기도 한다.

## 도로교통법
노상시설이 가로수인 경우 : 1.0m 노상시설이 가로수외 시설인 경우 : 0.5m
- 도로의 구조․시설기준에 관한 규칙/해설 및 지침 (건설교통부, 2000. 3)
  - 제4장/4-9-2 식수대의 설치
  - 식수대의 폭은 1.5m를 표준으로 하나 1.0m까지 줄일 수 있다. 식수대의 폭을 결정하는 데는 나무의 종류, 배치및 기타 횡단구성 요소와 균형 등을 고려할 필요가 있다.
  - 단, 장래에 차로 추가계획이 있을 경우 또는 경관지 식수대의 경우 그 폭을 3m 이상으로 할 수 있다.

- 보도폭 4.0m 이상 보도내 가로수 식재지는「도로의 구조․ 시설기준에 관한 규칙」및「보도설치 및 관리지침」등
  - 관련법 규정에 의거 도로횡단 구성상 도로기능에 지장이 없는 범위내에서 식수대(植樹帶, 표준폭원 1.0m이상) 설계를 원칙으로 함.
  - 단, 버스정차대 ․ 감속차로 ․ 횡단보도 등 주변구간 및 상업 지역 ․ 병원/복지시설 등 주변지역은 제외
  - 보도폭 4.0m 미만 보도는 관련법 규정에 의거 도로기능에 지장이 없는 범위내에서 주변 토지이용상황을 고려하여 적용

보도 설치 및 관련 기준에 의거한다.

## 개요
식수대는 아래 3가지로 나열된다.

### 방음 식수대
자동차의 소음을 줄이기 위하여 심은 나무 띠. 식수대의 폭은 보통 15m로 4열 이상이며, 높이는 12m 이상의 나무로 하되 지하고가 낮고 가지와 잎이 밀생한 교목을 식재하여 구성한다.

### 방화 식수대
시가지(도시)에서 화재가 번지지 않도록 하기 위하여 쉽게 연소하지 않는 식물을 띠 모양으로 식재한 지대이다.

### 공동 식수대
여러 사람이 공동으로 쓸 수 있게 일정한 곳에 마련하여 둔 식수대이다.

## 같이 보기
- 광천
- 샘
- 약수